# Taneyville
Taneyville és una població dels Estats Units a l'estat de Missouri. Segons el cens del 2000 tenia 359 habitants.

## Demografia
Segons el cens del 2000, Taneyville tenia 359 habitants, 134 habitatges, i 90 famílies. La densitat de població era de 308 habitants per km².
Dels 134 habitatges en un 41% hi vivien nens de menys de 18 anys, en un 49,3% hi vivien parelles casades, en un 15,7% dones solteres, i en un 32,1% no eren unitats familiars. En el 21,6% dels habitatges hi vivien persones soles el 13,4% de les quals corresponia a persones de 65 anys o més que vivien soles. El nombre mitjà de persones vivint en cada habitatge era de 2,68 i el nombre mitjà de persones que vivien en cada família era de 3,23.
Per edats la població es repartia de la següent manera: un 33,1% tenia menys de 18 anys, un 7,8% entre 18 i 24, un 28,7% entre 25 i 44, un 16,4% de 45 a 60 i un 13,9% 65 anys o més.
L'edat mediana era de 32 anys. Per cada 100 dones de 18 o més anys hi havia 83,2 homes.
La renda mediana per habitatge era de 23.500 $ i la renda mediana per família de 27.841 $. Els homes tenien una renda mediana de 23.393 $ mentre que les dones 18.750 $. La renda per capita de la població era de 10.220 $. Entorn del 12,9% de les famílies i el 17,4% de la població estaven per davall del llindar de pobresa.

## Poblacions més properes
El següent diagrama mostra les poblacions més properes.